# Polystachya aurantiaca
Polystachya aurantiaca là một loài thực vật có hoa trong họ Lan. Loài này được Schltr. miêu tả khoa học đầu tiên năm 1913.